# Leotia nana
Leotia nana är en svampart som först beskrevs av William Withering, och fick sitt nu gällande namn av Elias Fries 1822. Leotia nana ingår i släktet slemmurklingar och familjen Leotiaceae.   Inga underarter finns listade i Catalogue of Life.